# Aagot Nissen
Aagot Nissen, född Kavli 2 maj 1882 i Bergen, död 16 december 1978 i Oslo, var en norsk skådespelare.
Nissen var 1899–1960 engagerad vid Nationalteatret och medverkade där i 206 föreställningar. Bland hennes roller märks Solveig i Henrik Ibsens Peer Gynt, Klara i Franz Adam Beyerleins Trappenstreg, fröken Sperling i Nils Kjaers Det lykkeliga valg och Malla i Bjørnstjerne Bjørnsons Geografi og kjærlighet. Hon belönades mot slutet av sin karriär med en kunglig hedermedalj. Hon gjorde sin enda filmroll 1925 i Amund Rydlands och Leif Sindings Himmeluret.
Hon var 1907–1920 gift med Karl Nissen. Hon var dotter till skådespelaren Christopher Kavli.

## Filmografi
- 1925 – Himmeluret